# 蓋奧克恰伊戰役
蓋奧克恰伊戰役或突袭蓋奧克恰伊，是指1918年6月至7月1日发生的一系列冲突，由努里帕夏领导的奥斯曼-阿塞拜疆联军与苏联第11集团军和亚美尼亚达什纳克军队的联军。 最初的战斗于6月30日结束，但轻微的冲突一直持续到7月1日。 尽管以六比一的人数超过，但同盟国还是在亚美尼亚-苏联军队到达高加索奥斯曼伊斯兰军队的总部占贾之前击败了他们。 奥斯曼-阿塞拜疆军队控制了从戈伊恰伊到沙马基的土地。 亚美尼亚-苏维埃在该地区的统治因战斗而结束。